# Zoran Vudler
Zoran Vudler, slovenski turistični delavec, * 1921, † 1997.
Bil je glavni tajnik Celjske turistične zveze ter predavatelj na Srednji ekonomski šolo Celje.

## Odlikovanja in nagrade
Leta 1996 je prejel častni znak svobode Republike Slovenije z naslednjo utemeljitvijo: »za zasluge pri pospeševanju turizma na osnovi požrtvovalnega ljubiteljstva in za drugo pomembno delo v dobro Sloveniji«.